# Lachlan (Schiff)
Das Vermessungsschiff Lachlan (F338) der Royal New Zealand Navy wurde von 1949 bis 1974 eingesetzt. Entstanden war das Schiff als Fregatte der River-Klasse der Royal Australian Navy. Das Schiff wurde im Februar 1945 während des Zweiten Weltkriegs fertiggestellt.
1949 wurde die meist als Vermessungsschiff genutzte Fregatte für drei Jahre nach Neuseeland ausgeliehen. Die Leihe wurde dann aber mehrfach verlängert und Neuseeland kaufte die Fregatte schließlich 1962. Das Schiff blieb ein unbewaffnetes Vermessungsschiff, wurde regelmäßig modernisiert und war bis zum 13. Dezember 1974 im Dienst.

## Geschichte derLachlan

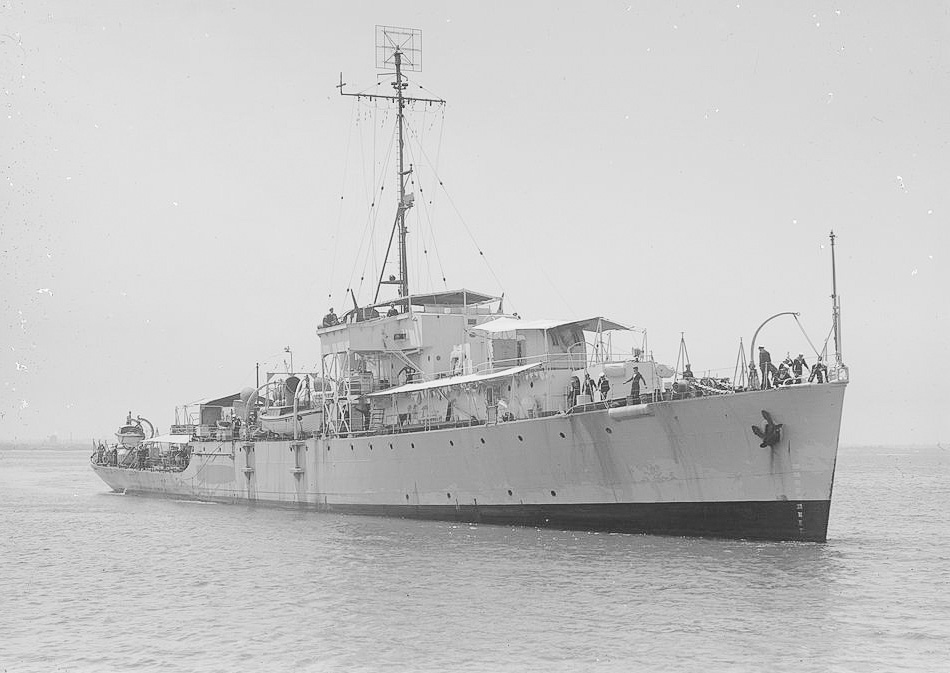
HMAS Lachlan im März 1946

Die Kiellegung der Lachlan erfolgte am 22. März 1943 bei der Werft Morts Dock and Engineering Company in Balmain, einem Stadtteil von Sydney. Sie war die dritte von vier Fregatten der australischen River-Klasse, die von dieser Werft gefertigt wurden; dort wurde auch am 18. November 1943 die erste australische Fregatte dieses Typs, HMAS Gascoyne, fertiggestellt. Stapellauf und Taufe der Lachlan erfolgten am 25. März 1944 durch Sarah McNamara Scullin, die Ehefrau des früheren Australischen Premierminister James Scullin. Benannt wurde die Fregatte nach dem Lachlan River in New South Wales. Am 14. Februar 1945 wurde die Fregatte von Royal Australian Navy als fünftes Schiff dieser Klasse in Dienst gestellt. Bewaffnet war die Lachlan mit zwei 102-mm-L/45-Geschützen, drei 40-mm-L/56-Bofors-Geschützen, einem Hedgehog-Salvenwerfer sowie bis zu 150 Wasserbomben, für deren Einsatz acht Werfer und zwei Ablaufschienen vorhanden waren.
Als am 24. März 1945 das neue Captain Cook Dock im Marinestützpunkt Garden Island in Sydney offiziell eingeweiht wurde, durfte die Fregatte mit dem Generalgouverneur, dem Herzog von Gloucester, und seiner Frau Alice an Bord, das Absperrband durchfahren. Die Fregatte wurde hauptsächlich als Vermessungsschiff zur Erkundung geplanter Landungen eingesetzt; erste derartige Einsätze erfolgten im Vorfeld der alliierten Landung bei Tarakan, die vor allem durch australische Truppen durchgeführt wurde. Die amerikanischen Alliierten stellten hauptsächlich die Seeunterstützung; dazu kamen meist noch kleine niederländische Beiträge. Bei diesen Einsätze wurde die Fregatte auch gelegentlich beschossen und hatte auch Verletzte zu beklagen. Am 10. Juni 1945 gehörte die Lachlan mit ihren Schwesterschiffen Hawkesbury und Barcoo zu den Sicherungskräften der Landung der australischen 9. Infanterie-Division in der Brunei Bay (Operation Oboe VI) auf Borneo. Die Landung der australischen Truppen wurde von der amerikanischen Amphibious Group 6 (TG.78.1) durchführt, die zur Sicherung der Landung neben den drei australischen Einheiten zehn Zerstörer und sieben Geleitzerstörer der US Navy einsetzte. Nach der japanischen Kapitulation unterstützte die Fregatte in den Molukken australische Ermittler bei der Aufklärung von Kriegsverbrechen und der Festnahme der Täter.
Im Februar 1946 wurde die Bewaffnung der Fregatte weitgehend entfernt: die Bofors-Fla-Geschützes, der Hedgehog-Werfer und die Wasserbomben-Abwurfschienen und -Werfer wurden ausgebaut. Als Vermessungsschiff war die Lachlan ab März an einer 1946 begonnenen Untersuchung der australischen Gewässer nach Veränderungen in der Kriegszeit beteiligt. Mitte November 1947 begann auf dem Williamstown Dockyard in Melbourne eine notwendige Überholung des Schiffes. Dabei soll auch die Wiederbewaffnung des Schiffes begonnen worden sein, wobei zwei Squid-Mörser sowie eine Bofors-Flak installiert wurden. Das Schiff blieb Teil der Hydrographic Unit der Australian Navy bis zum September 1948, als es der Reserve in Fremantle zugewiesen und vorläufig außer Dienst gestellt wurde.

### Vermessungsschiff in Neuseeland
Am 5. Oktober 1949 wurde die Lachlan als australisches Schiff außer Dienst gestellt, der Royal New Zealand Navy übergeben und als HMNZS Lachlan wieder in Dienst gestellt. Seit 1948 wollte die Regierung Neuseelands ein Vermessungsschiff bis zur Fertigstellung eines Neubaues, der in Großbritannien erfolgen sollte, ausleihen. Auf dieser Grundlage hatten sich Australien und Neuseeland im Mai 1949 auf einen Leihvertrag über drei Jahre geeinigt. Vor der Übergabe war die verbliebene Bewaffnung entfernt und das Schiff unter der Beteiligung des künftigen Nutzers überholt und dann von einer neuseeländischen Besatzung nach HMNZS Philomel (Devonport Naval Base), der Basis der neuseeländischen Marine in der North Shore City von Auckland, überführt worden. Schon Mitte November 1949 konnte die Lachlan die ersten Aufträge in Neuseeland erledigen. Der geplante Neubau kam erstmal nicht zustande und die Leihe des Schiffes wurde mehrfach verlängert. 1963 erwarb Neuseeland das Schiff schließlich für £ 16.000. Eine für 1970 geplante Aussonderung des Schiffs unterblieb und die neuseeländische Marine wurde angewiesen, die Lachlan weitere fünf Jahre einsatzfähig zu halten. In der gesamten Dienstzeit verbesserte die RNZN das Schiff, um die Nutzbarkeit zu verbessern. Schon 1950 wurde ein kleines Forschungslabor an Bord eingerichtet, die Wohnbereiche wurden 1955 grundlegend verbessert. 1958 erhielt das Schiff ein modernes Decca-Navigationssystem und wurde mit Erkundungsbooten ausgestattet. 1966 wurde über den Heckbereich ein kleines Landedeck (15,2 m × 9,1 m) für Hubschrauber eingerichtet. Es soll das erste auf einem Schiff der RNZN gewesen sein. Über seine Nutzung wurde leider nichts gefunden. Die letzte größere Umbaumaßnahme war der Einbau einer total geschlossenen Brücke 1970/71.
In ihren 24 Dienstjahren vermaß das Schiff über 50 % der neuseeländischen Küste. Gelegentlich wurde das Schiff auch im Pazifik und sogar vor Australien eingesetzt. Dazu unterstützte die Lachlan im Bereich der Gilbert- und Elliceinseln die Räumung von Minen aus dem Zweiten Weltkrieg. Wie andere Marineeinheiten schützte die Lachlan gelegentlich die Feierlichkeiten zum Nationalfeiertag in Waitangi und 1953/54 die Reise der Königin Elisabeth II. durch Neuseeland. Einige der Forschungsaufgaben hatten starke wirtschaftliche Hintergründe, wie die um Marsden Point, wo ein Einfuhrhafen für in Neuseeland benötigtes Erdöl entstand oder der Häfen für die Ausfuhr von Eisensand. Die kleinen Vermessungsboote an Bord wurden auch auf vielen Seen Neuseelands eingesetzt. An einem größeren Unfall oder Schaden war die Lachlan, trotz des Einsatzes in einem sehr erdbebengefährdeten Gebiet, nicht direkt beteiligt. Der größte Schaden war wohl die Kollision mit der Hafenmauer in Napier im Oktober 1954, die den Bug des Schiffes erheblich beschädigte.

### Sonderaufgaben
Das Schiff führte einige Sondereinsätze in der Dienstzeit durch, wie die Rettung von 18 Schiffbrüchigen eines im Juni 1956 nördlich von Tonga gesunkenen kleinen Motorschiffs. Im Oktober 1963 unterstützte die Lachlan das auf eine Korallennadel nahe Fidschi aufgelaufenen britische Vermessungsschiff Cook der etwas moderneren Bay-Klasse.

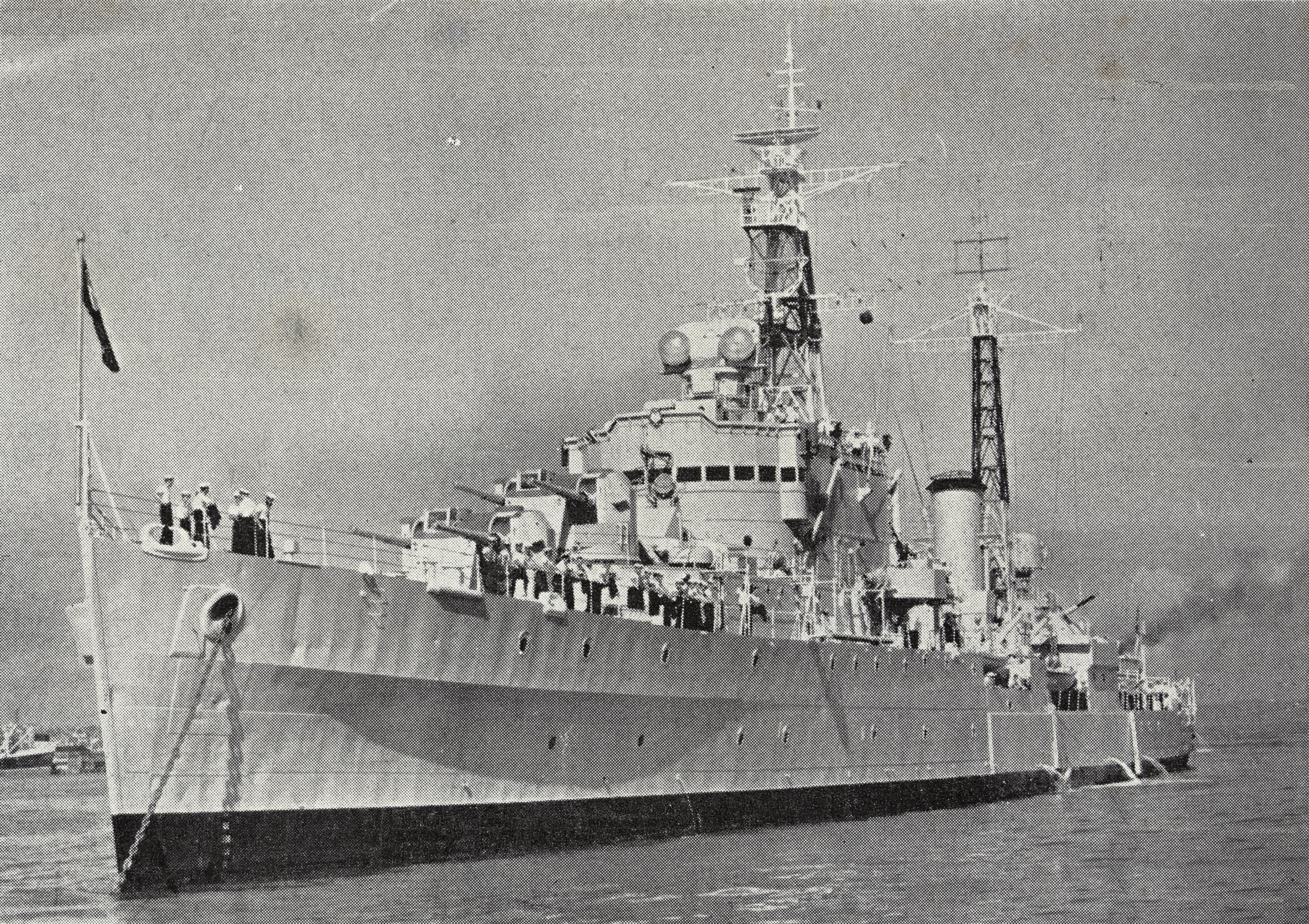
HMNZS Royalist 1956

Im November 1965 lief die Lachlan dann zur Unterstützung des mit Kesselproblemen südlich der Salomonen treibenden Kreuzer HMNZS Royalist aus. Auf der Royalist waren am 1. November auf dem Marsch von Manus Island nach Suva die Maschinen total ausgefallen. Der Kreuzer befand sich auf dem Rückmarsch von einem Einsatz mit der „Commonwealth Strategic Reserve“ auf der Fern-Ost-Station im Korallenmeer etwa 129 km südlich von Guadalcanal und 24 km nördlich der Insel Rennell. Die Ingenieure des Kreuzers waren gezwungen die Maschine völlig zu stoppen und stellten erhebliche Salzwasserverunreinigungen des Kesselwassers fest, wobei die hintere Maschine erheblich schwerer beschädigt war. Der Kommandant bat in Wellington um Hilfe und das britische Vermessungsschiff Dampier erreichte nach einer Nacht den treibenden Kreuzer und schleppte ihn dann 177 km in die offene See. Die folgenden Tage überflog ein neuseeländisches Sunderland-Flugboot aus Lauthala Bay bei Suva mehrfach den Havaristen und warf Informationen ab. Die treibende Royalist wurde erst am 7. November vom australischen Schlepper Carlock erreicht und in Schlepp genommen. Am 9. traf dann auch die aus Auckland kommende Lachlan mit benötigten Ersatzteilen und Vorräten (aber ohne Bier) beim Schleppzug ein. Das Vermessungsschiff blieb bis Auckland beim Havaristen, der am 11. November seine vorderen Maschinen wieder anwerfen konnte und am folgenden Morgen auf die Hilfe der Carlock verzichten konnte. Royalist lief dann am 17. November mit eigener Kraft in Auckland ein.

### Politische Einsätze
Dazu kamen einige sehr politische Einsätze der Lachlan. Wie fast alle Einheiten der neuseeländischen Marine wurde auch ihre Besatzung während des großen Hafenarbeiterstreiks 1951 als „Streikbrecher“ eingesetzt. Das Schiff lag in Dunedin und übernahm – wie die Besatzung anderer Einheiten in anderen Häfen – den Betrieb des Hafens. Teile der Besatzung wurden auch in Westport zum Kohleabbau und deren Verschiffung geschickt.
Das seit 1947 weitgehend unabhängige Neuseeland akzeptierte durch das ANZUS-Abkommen von 1951 den Schutz des sogenannten Nuclear umbrella (atomaren Schirms) der USA. Das mit Neuseeland weiterhin eng verbundene Großbritannien entwickelte seit 1947 seine eigenen Atomstreitkräfte und hatte am 3. Oktober 1952 bei den Montebello-Inseln an der Nordwestküste in Australiens die erste eigene Atombombe gezündet (Operation Hurricane) und führte in Maralinga auf dem australischen Festland weitere Atomwaffentests durch. Der geplante Test einer Wasserstoffbombe sollte in einer abgelegeneren Gegend stattfinden, wo etwaiger fall out (Radioaktiver Niederschlag) möglichst wenige Menschen gefährden könne. Die ersten britischen Vorschläge waren die zu Neuseeland gehörenden Antipoden-Inseln bzw. Kermadecinseln, was von Neuseeland abgelehnt wurde. Schließlich entschied man sich für Christmas- und Malden Island der Line Islands nahe dem Äquator, die zur britischen Kronkolonie Gilbert and Ellice Islands Colony gehörten. Die RNZN wurde allerdings gebeten, mit der unbewaffneten Lachlan die Inseln zu erkunden und zu vermessen, da Großbritannien sein Interesse an den Inseln nicht früher offenlegen wollte.
Die Briten führten dann zwischen dem 15. Mai 1957 und dem 23. September 1958 auf und bei den Inseln in der Operation Grapple neun Atomversuche durch, davon sieben Abwürfe durch britische Valiant-Bomber. Die neuseeländischen Fregatten Pukaki und Rotoiti der Loch-Klasse waren bei den ersten Versuchsreihen als Wetterschiffe eingesetzt. Während Großbritannien dann eigene Kernwaffentests in der Atmosphäre aufgab, erlaubte es 1962 den USA mit der Operation Dominic, nahe Christmas Island weitere 24 Atombombentest meist von B-52-Bombern durchzuführen.
Als nächste Atommacht begann Frankreich auf Mururoa ebenfalls mit Kernwaffentests in der Südsee und in der Atmosphäre, die man zuvor in Algerien durchgeführt hatte. Am 2. Juli 1966 fand unter dem Codenamen „Aldebaran“ der erste von 194 französischen Tests auf dem Atoll statt. 30 Jahre lang dienten die Atolle Frankreich als nukleare Experimentierbasis. Von den 193 Tests auf Mururoa und Fangataufa wurden 46 Versuche oberirdisch – wie die Zündung der ersten französischen Wasserstoffbombe (Codename Canopus) am 24. August 1968 – sowie 147 weitere unter Wasser in den Lagunenriffen durchgeführt.

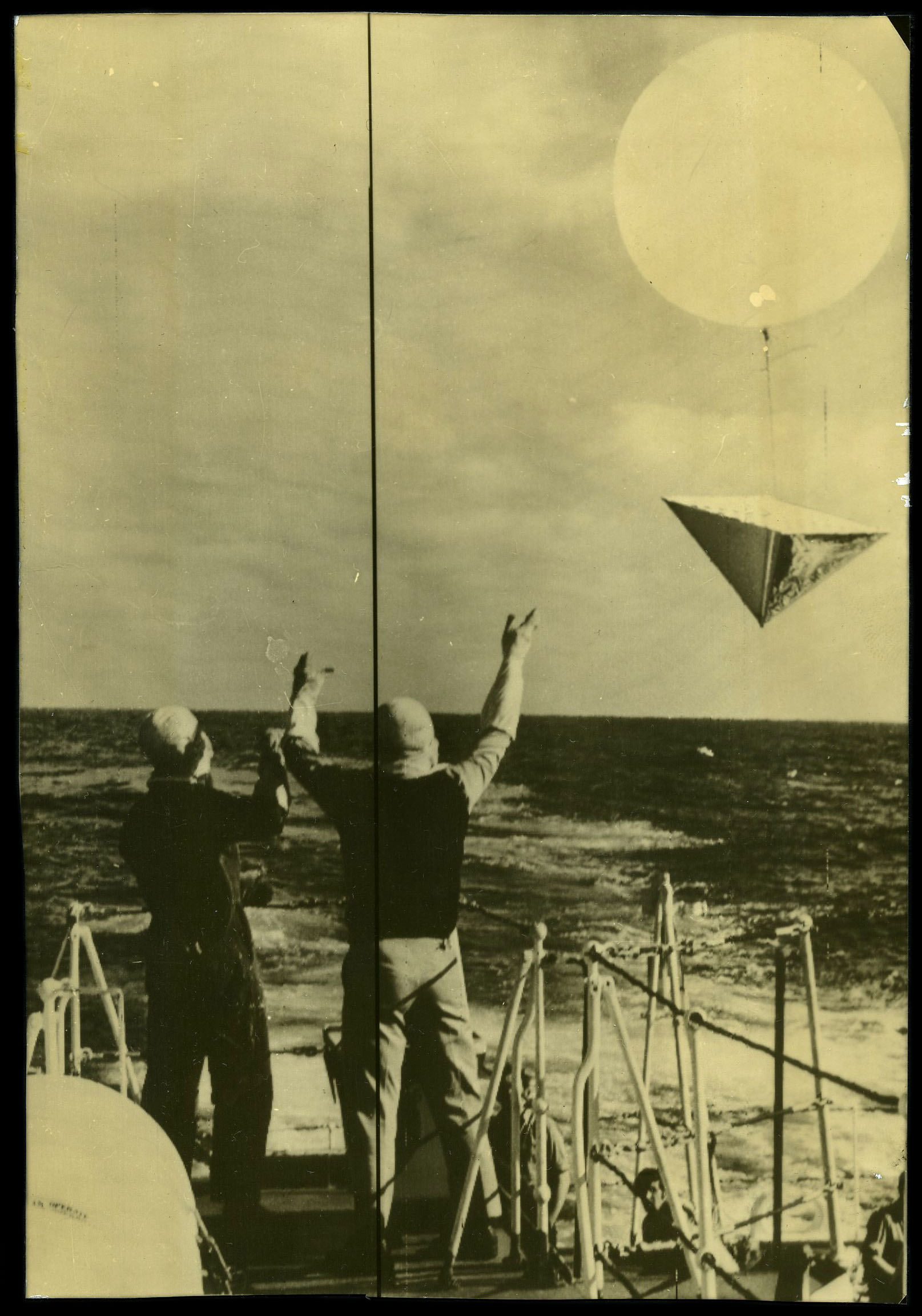
HMNZS Otago (F111) vor Mururoa

Die 1973 herrschende neuseeländische Regierung wollte gegen die stetig – zudem noch an der Erdoberfläche – stattfindenden französischen Atomtests auf Mururoa protestieren. Als Träger des Protestes sollte ein vollausgerüstetes Kriegsschiff in das französische Versuchsgebiet entsandt werden, auf dem zudem ein Kabinettsmitglied mitfahren sollte. Als im Juni 1973 die Lachlan von ihren normalen Diensten abgezogen wurde und sich für einen langen Einsatz außerhalb der neuseeländischen Gewässer ausrüsten sollte, erwartete die Besatzung einen Einsatz nahe dem französischen Testgebiet. Tatsächlich plante die Regierung jedoch einen anderen Einsatz. Das unbewaffnete Schiff sollte nur zum näher am französischen Testgebiet liegenden Rarotonga verlegen, um von dort ab dem 21. Juni französischen Funkverkehr zu erfassen und auszuwerten und die neuseeländische Funkaufklärung in der Funkaufklärungsstation HMNZS Irirangi mit zusätzlichen Daten zu unterstützen. Die Lachlan hatte zu diesem Zweck eine kleine Gruppe von Spezialisten der Funkaufklärung an Bord. Der Einbruch in die französische Kommunikation gelang und konnte Informationen über die französischen Absichten liefern sowie die Möglichkeiten der Station in der Heimat erweitern. Gleichzeitig führte die Lachlan ab dem 23. Juni als Abdeckung Vermessungen von Avatui Harbour durch, die am 28. wegen eines starken Sturmes abgebrochen wurden. Am 2. Juli erhielt die Lachlan den Befehl zum Rückmarsch nach Wellington, wo sie am 7. Juli eintraf. Der Kurs wurde so gewählt, dass ein Zusammentreffen mit der anmarschierenden Fregatte Otago vermieden wurde, da man den Einsatz der Lachlan vor den dort mitfahrenden Pressevertretern geheim halten wollte.

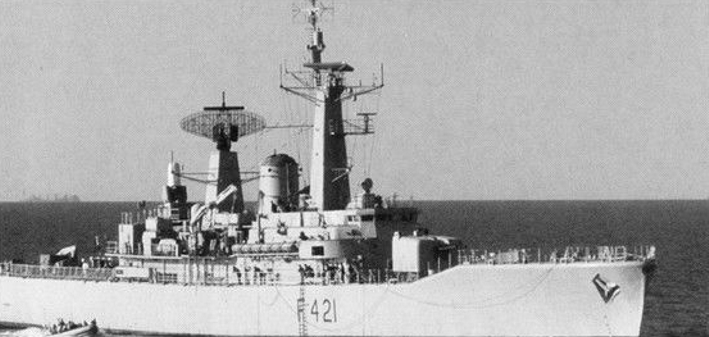
HMNZS Canterbury (F421)

Die neuseeländische Regierung hatte schon Anfang 1973 entschieden, massiv gegen die französischen Nuklearversuche im Südpazifik zu protestieren. Dazu sollte eine moderne Fregatte der Royal New Zealand Navy nach dem Mururoa-Atoll entsandt werden. An Bord sollte ein Kabinettsmitglied sein, um die Ernsthaftigkeit der neuseeländischen Haltung deutlich bzu machen. Premierminister Norman Kirk ließ von allen Kabinettsmitgliedern Lose ziehen, das auf Fraser MacDonald Colman (1925–2008), den Minister für Bergbau und Einwanderung fiel. Colman verließ Auckland am 28. Juni an Bord der Fregatte Otago, die man behelfsmäßig für einen Einsatz in atomar verseuchtem Gebiet ausgerüstet hatte und die einen Monat später vor Mururoa eintraf und aus nächster Nähe den ersten Test der neuen Serie beobachtete und gegen die Tests protestierte.  Colman wechselte dann auf die modernere Canterbury der Leander-Klasse, die beim Bau schon für ein Einsatz in einem Atomkrieg ausgerüstet war. Diese eigentlich für die gesamte Aktion vorgesehene Fregatte löste die Otago ab und demonstrierte gegen den folgenden, ebenfalls in der Atmosphäre stattfindenden Versuch. Die neuseeländischen Proteste verhinderten nicht die Fortsetzung der französischen Versuchsreihen, allenfalls wurde die Stärke einzelner Versuche reduziert. Auch war Neuseeland allein, Australien und Großbritannien leisteten zwar etwas logistische Unterstützung, schlossen sich aber dem Protest nicht an. Zwar gingen die Franzosen ab 1975 zu Detonationen in Bohrschächten über, die tief in das Gestein der Atolle getrieben wurden. Allerdings gab es erhebliche Zweifel an dessen Festigkeit. Erst 1996 wurden die Atomwaffentests auf Moruroa und Fangataufa eingestellt.

### Das Ende derLachlan
Der Einsatz im Juli 1973 war der letzte außerhalb der neuseeländischen Gewässer. Es folgte noch bis Ende Mai 1974 ein Einsatz in den Gewässern um die Nordinsel. Im September 1974 diente die Lachlan noch als Transporter für eine Übung des Heeres auf Great Barrier Island; für die Insel galten seinerzeit noch nicht die heutigen Schutzbestimmungen. Die ab November 1974 geplante Abschiedstour um Neuseeland wurde nach einem Schaden am Schiff zwischen Gisborne und Napier abgebrochen und die Lachlan kehrte wieder nach Auckland zurück, wo sie am 13. Dezember 1974 außer Dienst gestellt wurde. Das Schiff hatte im neuseeländischen Dienst über 800.000 km zurückgelegt und einen erheblichen Beitrag zur Kartographierung der neuseeländischen Küstengewässer geleistet.
Die außer Dienst gestellte Lachlan wurde 1975 außen einheitlich grau gestrichen und verblieb in der neuseeländischen Marinebasis als Wohnschiff für Besatzungsteile von Fregatten, die in der dortigen Werft überholt wurden. Im September 1975 wurden die Maschinen ausgebaut und verkauft. Dazu wurden auf dem Schiff einige Werkstätten eingerichtet. Nach 18 Jahren Dienst als stationäres Stützpunktschiff verkaufte die neuseeländische Marine 1993 den Rumpf der HMNZS Lachlan an eine philippinische Abbruchfirma. Im Schlepp des Schleppers Herekino verließ sie im September 1993 zusammen mit den ausgesonderten Küstenwachbooten Pukaki und Rotoiti Neuseeland.

## In Australien entstandeneRiver-Fregatten

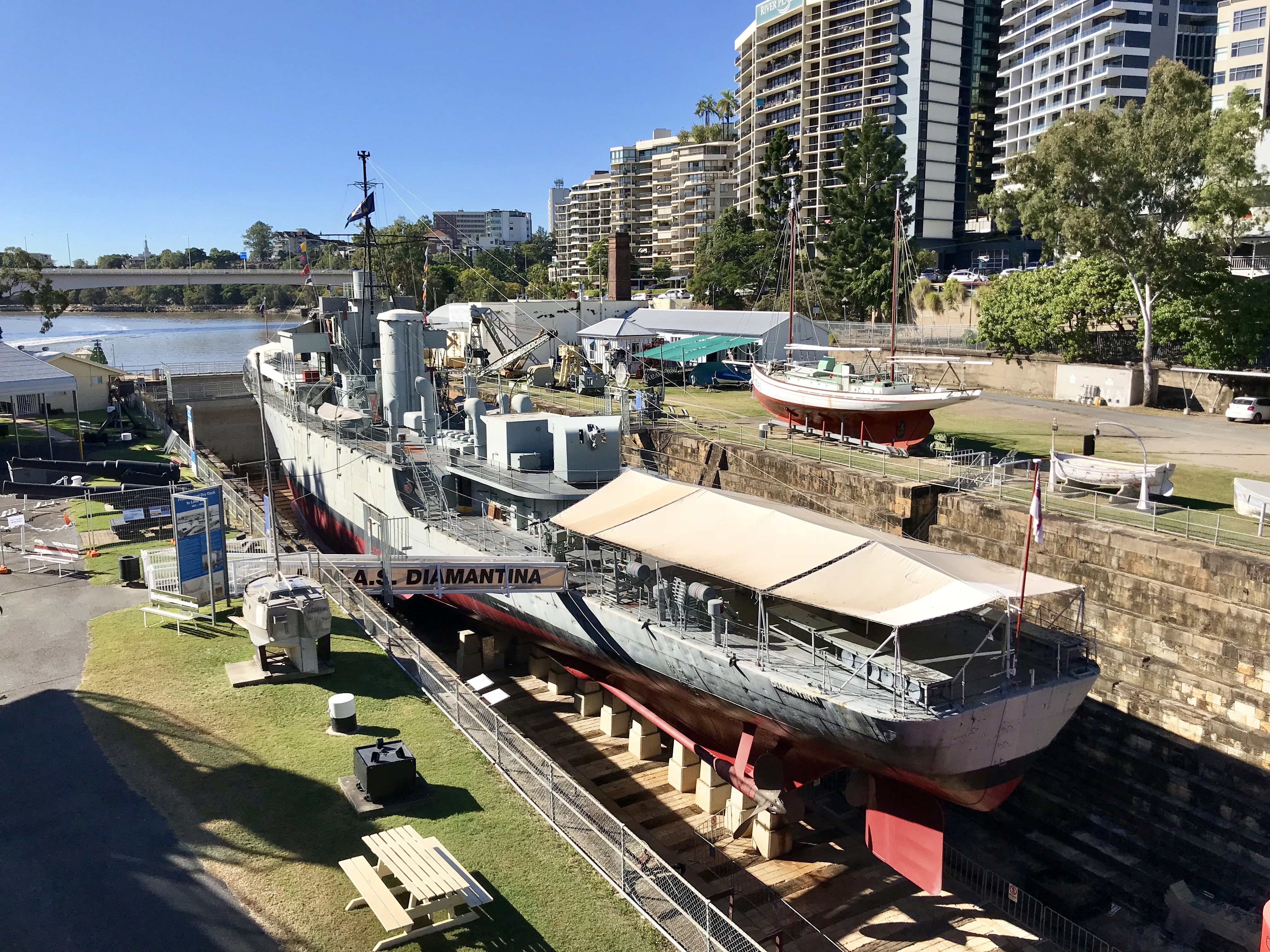
Die Diamantina 2018
im Queensland Maritime Museum

Für die Royal Australian Navy (RAN) wurden ab 1942 zwölf Fregatten der britischen River-Klasse in Australien gebaut und zwischen November 1943 und April 1947 fertiggestellt, von denen fünf bis zum Kriegsende in den Dienst kamen. Die vier Schiffe der zweiten Serie (HMAS Shoalhaven, Murchison, Condamine und Culgoa) waren nacheinander im Koreakrieg im Einsatz. HMAS Barcoo, Gascoyne und Diamantina wurden zeitweise von Australien als Vermessungsschiffe eingesetzt. Zehn der elf bei der RAN verbliebenen Einheiten wurden zwischen 1961 und 1972 zum Abbruch verkauft. Nur die von 1959 bis 1980 als Vermessungsschiff eingesetzte HMAS Diamantina ist – seit 1988 als Museumsschiff – erhalten (siehe River-Klasse (1941) – Die in Australien entstandenen River-Fregatten).